# Сельское поселение «Дульдурга»
Се́льское поселе́ние «Дульдурга» (бур. Дульдаргын hомон) — муниципальное образование в Дульдургинском районе Забайкальского края Российской Федерации.
Административный центр — село Дульдурга.

## История
Статус и границы сельского поселения установлены Законом Читинской области от 19 мая 2004 года «Об установлении границ, наименований вновь образованных муниципальных образований и наделении их статусом сельского, городского поселения в Читинской области».

## Население
| 2010  | 2011  | 2012  | 2013  | 2014  | 2015  | 2016  |
| ----- | ----- | ----- | ----- | ----- | ----- | ----- |
| 6651  | ↘6642 | ↗6699 | ↘6667 | ↘6616 | ↘6581 | ↘6518 |
| 2017  | 2018  | 2019  | 2020  | 2021  |       |       |
| ↘6489 | ↗6490 | ↘6483 | ↗6501 | ↗6869 |       |       |

## Состав сельского поселения
| № | Населённый пункт | Тип населённого пункта       | Население |
| - | ---------------- | ---------------------------- | --------- |
| 1 | Дульдурга        | село, административный центр | ↗6869     |